# Martinelli (gruppo musicale)
I Martinelli furono un gruppo musicale, composto da Aldo Michele Martinelli e Simona Zanini.
Ebbero il successo con la canzone Cenerentola raggiungendo la posizione nº 8 in Germania Ovest, 5ª in Austria, 6ª in Svizzera e 5ª in Francia.

## Discografia

### Singoli
- 1983 – Voice (In the Night)
- 1984 – Comanchero
- 1985 – Cenerentola[3][4]
- 1986 – O. Express[5]
- 1986 – Revolution
- 1987 – Victoria
- 1987 – Summer Lovers

### Album
- 1987 – Voices (Non Ufficiale)

### EP
- 2011 – American Band